# Vincent Tulli

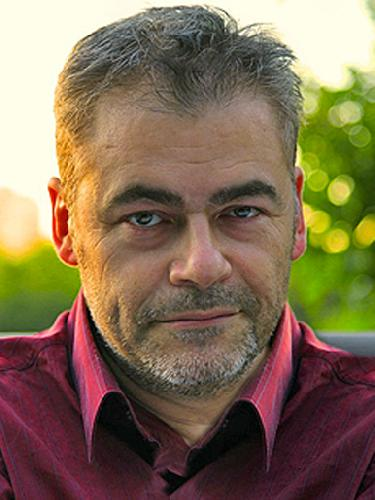
Vincent Tulli, 2016

Vincent Tulli (* 5. Februar 1966 in Paris, Frankreich) ist ein französischer Toningenieur (am Mischpult) und Tontechniker.

## Leben
Tulli war auch vereinzelt als Schauspieler tätig.
Er erhielt zweimal den César für den Besten Ton, zum einen 1999 für den Film Taxi und zum anderen im Jahr 2000 für Johanna von Orleans. Letzterer Film wurde 2000 auch mit einem Golden Reel Award in der Kategorie Best Sound Editing – Foreign Feature ausgezeichnet.

## Filmografie (Auswahl)
- 1990: Fierrot le pou (Kurzfilm) von Mathieu Kassovitz
- 1993: Empreintes (Dokumentarfilm) von Camille Guichard
- 1995: Hass (La haine) von Mathieu Kassovitz
- 1995: Le Cauchemar d'une mère (Tv) von Eric Woreth
- 1995: Une femme dans la nuit (Tv) von Eric Woreth
- 1996: Lügen der Liebe (L'Appartement) von Gilles Mimouni
- 1997: Assassin(s) von Mathieu Kassovitz
- 1997: Le Milliardaire (Kurzfilm), von Julien Eudes
- 1997: Shabbat night feve (Kurzfilm) von Vincent Cassel
- 1997: Une femme très très très amoureuse von Ariel Zeitoun
- 1997: XXL von Ariel Zeitoun
- 1998: Charité biz’ness von Thierry Barthes et Pierre Jamin
- 1998: Taxi von Gérard Pirès
- 1999: Johanna von Orleans (The Messenger: The Story of Joan of Arc) von Luc Besson
- 2000: D 907 (Kurzfilm) von Pascal Guérin
- 2000: Die purpurnen Flüsse (Les rivières pourpres) von Mathieu Kassovitz
- 2001: Kiss of the Dragon, von Chris Nahon
- 2002: The Transporter von Louis Leterrier
- 2003: Cheeky, von David Thewlis
- 2003: Comme tu es (Kurzfilm) von Véronique Séret
- 2003: Ong-Bak von Prachya Pinkaew
- 2003: Silver moumoute (Kurzfilm) von Christophe Campos
- 2003: Taxi 3 von Gérard Krawczyk
- 2004: Yes von Sally Potter
- 2005: La Vie est à nous! von Gérard Krawczyk
- 2005: Unleashed – Entfesselt (Danny the Dog) von Louis Leterrier
- 2006: No Body Is Perfect von Raphaël Sibilla
- 2006: Paris, je t’aime, von Bruno Podalydès, Gurinder Chadha, Gus Van Sant, Joel Coen & Ethan Coen, Walter Salles, Christopher Doyle, Isabel Coixet, Nobuhiro Suwa, Sylvain Chomet, Alfonso Cuarón, Olivier Assayas, Oliver Schmitz, Richard LaGravenese, Vincenzo Natali, Wes Craven, Tom Tykwer, Gérard Depardieu, Alexander Payne.
- 2007: Sur ma ligne (Dokumentarfilm) von Rachid Djaïdani
- 2007: Die rote Herberge (L’auberge rouge) von Gérard Krawczyk
- 2008: 8 (das Segment „The Story of Panshin Beka“), von Jan Kounen